# ジョルジョ・フェローニ
ジョルジョ・フェローニ（Giorgio Ferroni、1908年4月12日 - 1981年8月17日）は、イタリアの映画監督である。

## 経歴
1908年4月12日、ペルージャに生まれる。1967年、ジュリアーノ・ジェンマ主演の西部劇『荒野の一つ星』を監督する。1972年、ホラー映画『悪魔の微笑み』を手がける。1981年8月17日、ローマにて死去。73歳没。

## フィルモグラフィー

### 長編映画
- 生血を吸う女（1960年）
- バッカスの狂宴（1961年）
- 大城砦（1961年）
- 荒野の1ドル銀貨（1965年）
- 地獄のランデブー（1966年）
- さいはての用心棒（1966年）
- 荒野の一つ星（1967年）
- 必殺の二挺拳銃（1968年）
- 砂漠の戦場エル・アラメン（1969年）
- 炎の戦士ロビン・フッド（1971年）
- 悪魔の微笑み（1972年）